# 元文丁銀

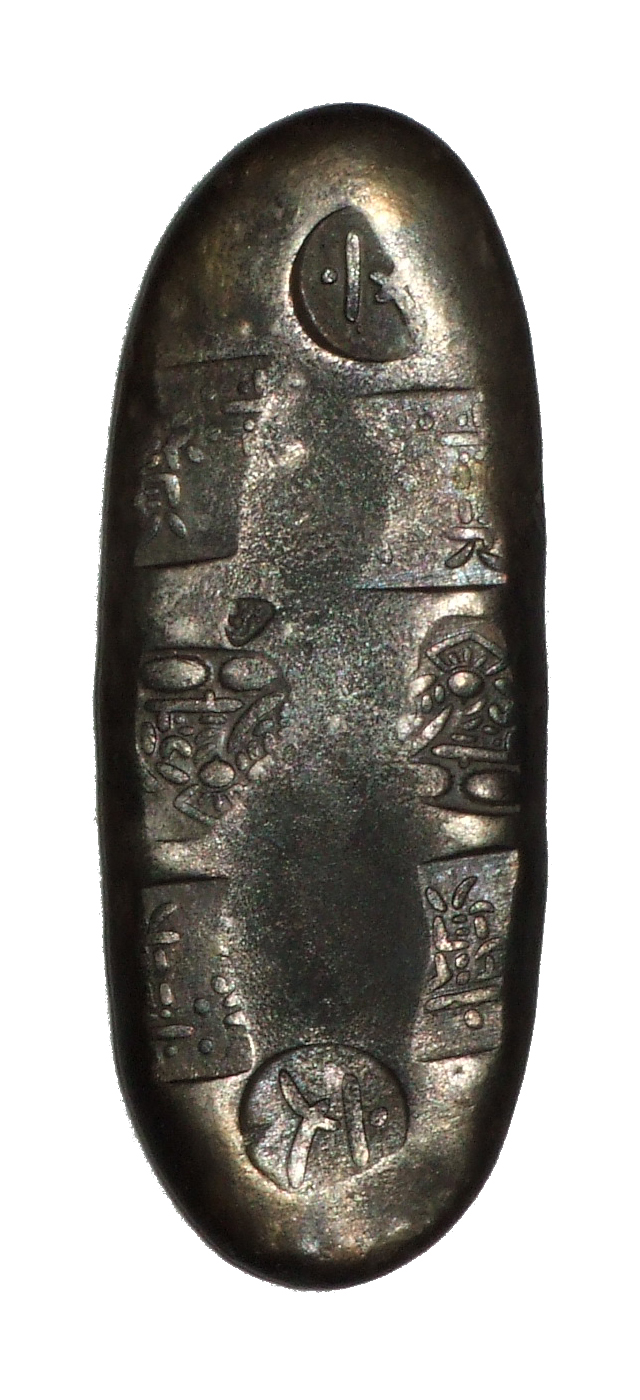
元文丁銀（文字丁銀）

元文丁銀（げんぶんちょうぎん）とは、元文元年6月1日（1736年7月9日）から鋳造が始まり、同6月15日（1736年7月23日）から通用開始された丁銀の一種で秤量貨幣である。文字丁銀（ぶんじちょうぎん）とも呼ばれ、後の文政丁銀が発行されてからはこれと区別するため、古文字丁銀（こぶんじちょうぎん）あるいは真文丁銀（しんぶんちょうぎん）とも呼ばれた。
また元文丁銀および元文豆板銀を総称して、元文銀（げんぶんぎん）、文字銀（ぶんじぎん）、古文字銀（こぶんじぎん）、あるいは真文銀（しんぶんぎん）と呼ぶ。

## 極印
表面には「（大黒像）、常是」および「常是、寳」の文字に加えて「文」字の極印が打たれている。また12面の大黒像を打った十二面大黒丁銀は上納用あるいは祝儀用とされる。

## 略史
徳川吉宗は将軍に就任後紀州藩の家臣らを幕閣に起用する一方で、朱子学者の新井白石を罷免したが、緊縮財政を基本政策とする吉宗は白石の良貨政策を継承し、正徳金銀の通用についてむしろ一段と強力な措置を講じた。この緊縮財政のため市場に流通する通貨量は縮小していた。一方、町奉行である大岡忠相は通貨縮小による不況、および新田開発による増産などの影響による米価低迷のため、武士および農民は困窮しており、これを脱却するためには貨幣の品位を下げ、通貨量を拡大するしかないと吉宗に強く進言し、吉宗もしぶしぶ貨幣吹替えを承諾した。
元文元年5月2日（1736年6月10日）、勘定奉行細田弥三郎が大黒常是こと大黒長左衛門を召し、丁銀は両端に「文」字、小玉銀は小文字の「文」を打つよう指令した。元文元年5月13日（1736年6月21日）に金銀吹替えが布告された。
この吹替えにより通貨量が増大したと云われるが、宝永4年10月13日（1707年11月6日）以来禁止されていた札遣いが享保15年（1730年）に解禁され、享保4年（1719年）に通用停止となっていた乾字金が同年正月15日（1730年）に再使用が認められた事実も通貨増大対策として挙げられる。
文字金銀発行の際の触書では慶長銀および正徳銀に対し新銀は無差別通用であったが、無理が生じたため、十組問屋からの申し入れを受けて、元文元年6月15日（1736年7月23日）の旧銀回収開始に先立ち2、3ヶ月のしばらくの間という条件で旧銀の割増通用が認められた。その後期限は延長され、最終的に元文3年4月末（1738年6月16日）をもって旧銀の割増通用が停止された。
新銀（文字銀）発行の際、旧銀（正徳銀）に対し5割の増歩をつけて交換回収したため、通貨量は短期間に大幅に増大し、文字金銀発行直後は急激なインフレーションが発生した。元文3年暮（1739年2月7日）までの3年足らずの間に333,098貫と、享保銀に匹敵する鋳造高となった。
また商人による良質の旧銀（享保銀）隠匿が原因で一時的に銀相場が騰貴した。通用開始直後の6月25日（1736年8月2日）には文字金一両につき文字銀49.5 - 6匁となった。銀高になると江戸の諸色が高騰するため、6月26日（1736年8月3日）に忠相は江戸中の両替屋らを奉行所に呼び出し御定相場通りの取引を行うよう勧告しようとした。しかし奉行所に集まったのは代理人ばかりで、忠相は激怒し代理人らを牢屋に入れてしまった。両替屋らは代理人を釈放するよう何度も忠相に願い出た。8月12日（1736年9月16日）突如忠相が寺社奉行に昇進することとなり、8月19日（1736年9月23日）に代理人らが釈放された。この忠相の栄転は両替屋らが裏で手を廻すことによる敬遠人事との説がある。
その後物価および銀相場は安定し、元文金銀は80年以上の長期間に亘り流通した。明和年間に発行された五匁銀には、元文丁銀と等品位であることを示すために「文字銀五匁」と表記されているが、五匁銀は普及しなかった。その後の南鐐二朱銀の発行により、秤量銀貨の流通に変化が生じることとなった。通用停止は元文小判と同様に文政7年3月（1824年）の触書では8年2月迄（1825年）であったが、延期され文政10年1月末（1827年2月25日）となった。

## 元文豆板銀

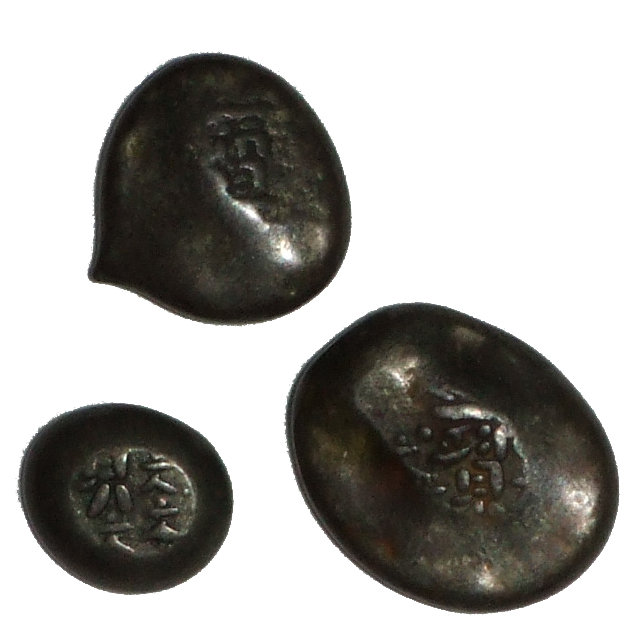
元文豆板銀（文字小玉銀）

元文豆板銀（げんぶんまめいたぎん）は元文丁銀と同品位の豆板銀で、「寳」文字および「文」字を中心に抱える大黒像の周囲に小さい「文」字が廻り配列された極印のもの「廻り文」を基本とし、また「文」字が集合した「群文」、大文字の「文」字極印である「大字文」などが存在する。

## 文字銀の品位
『旧貨幣表』によれば、規定品位は銀46%（四割九分四厘引ケ）、銅54%である。
| 銀銅 |

明治時代、造幣局により江戸時代の貨幣の分析が行われた。古賀による文字銀の分析値は以下の通りである。
- 金0.06%
- 銀45.10%
- 雑54.84%

雑分はほとんどが銅であるが、少量の鉛などを含む。

## 文字銀の鋳造量
『旧貨幣表』によれば、丁銀および豆板銀の合計で525,465貫900匁（約1,960トン）である。年代区分別の鋳造高は以下の通りであるが、総鋳造高の内6割以上が3年以内に鋳造されたことになる。
- 元文元年（1736年） - 元文3年（1738年）：333,098貫[13][7]（1,242トン、回収された享保銀の吹替えによる）
- 元文4年（1739年） - 寛政12年（1800年）：192,180貫640匁
- 寛政12年（1800年）（銀座改革、南鐐二朱判鋳造再開後） - 文化2年（1805年）：187貫266匁7分

公儀灰吹銀および回収された旧銀から丁銀を吹きたてる場合の銀座の収入である分一銀（ぶいちぎん）は文字銀では鋳造高の7%と設定され、また吹き替えにより幕府が得た出目（改鋳利益）は『銀座書留』によれば14,234貫700匁余であった。